# 제13회 이주민 영화제
제13회 이주민 영화제는 2019년 10월 26일에 열린 시상식이다.

## 수상 및 후보

### 상영작
- 바네사 - 전혜진
- 편지 - 이현정
- 스윗 골든 키위 - 전규리
- 령희 - 연제광
- 세컨드 홈 - 섹 알마문
- 퍼스트 댄스 - 정소희
- 노프라블랜드 - 양재영
- 안녕, 미누 - 지혜원
- 은서 - 박준호
- 혜나, 라힐맘 - 로빈 쉬엑